# Croix – Centre
Croix - Centre – stacja metra w Lille, położona na linii 2. Znajduje się w miejscowości Croix. Stacja obsługuje centrum gminy.
Została oficjalnie otwarta 18 sierpnia 1999.